# Milhostice
Milhostice (Duits: Milostitz) is een Tsjechische plaats in de gemeente Červený Újezd in de regio Midden-Bohemen en maakt deel uit van het district Benešov. Het dorp ligt op ongeveer 1 km afstand van Červený Újezd.
Milhostice telt 11 inwoners (2021).

## Geschiedenis
De eerste schriftelijke vermelding van het dorp dateert van 1406.
In 1950 werd Milhostice onderdeel van Bonkovice, waar het van oorsprong ook deel van uitmaakte. Ergens rond 1967 werd het dorp echter weer gescheiden van Bonkovice. Sinds 1967 maakt Milhostice deel uit van de gemeente Červený Újezd.

## Verkeer en vervoer

### Autowegen
Er leidt een regionale weg naar het dorp.

### Spoorlijnen
Er is geen spoorlijn of station in Milhostice. Het dichtstbijzijnde station is in Červený Újezd.

### Buslijnen
Er is één bushalte in het dorp:
| Halte                          | Lijnen  | Trajecten                        | Vervoerder   |
| ------------------------------ | ------- | -------------------------------- | ------------ |
| Červený Újezd, Milhostice (BN) | 451 569 | Votice - Borotín Miličín - Mezno | ČSAD Benešov |

## Bezienswaardigheden
In Milhostice staat een 18e-eeuwse kasteel. Van binnen is het kasteel echter vervallen.

## Galerij

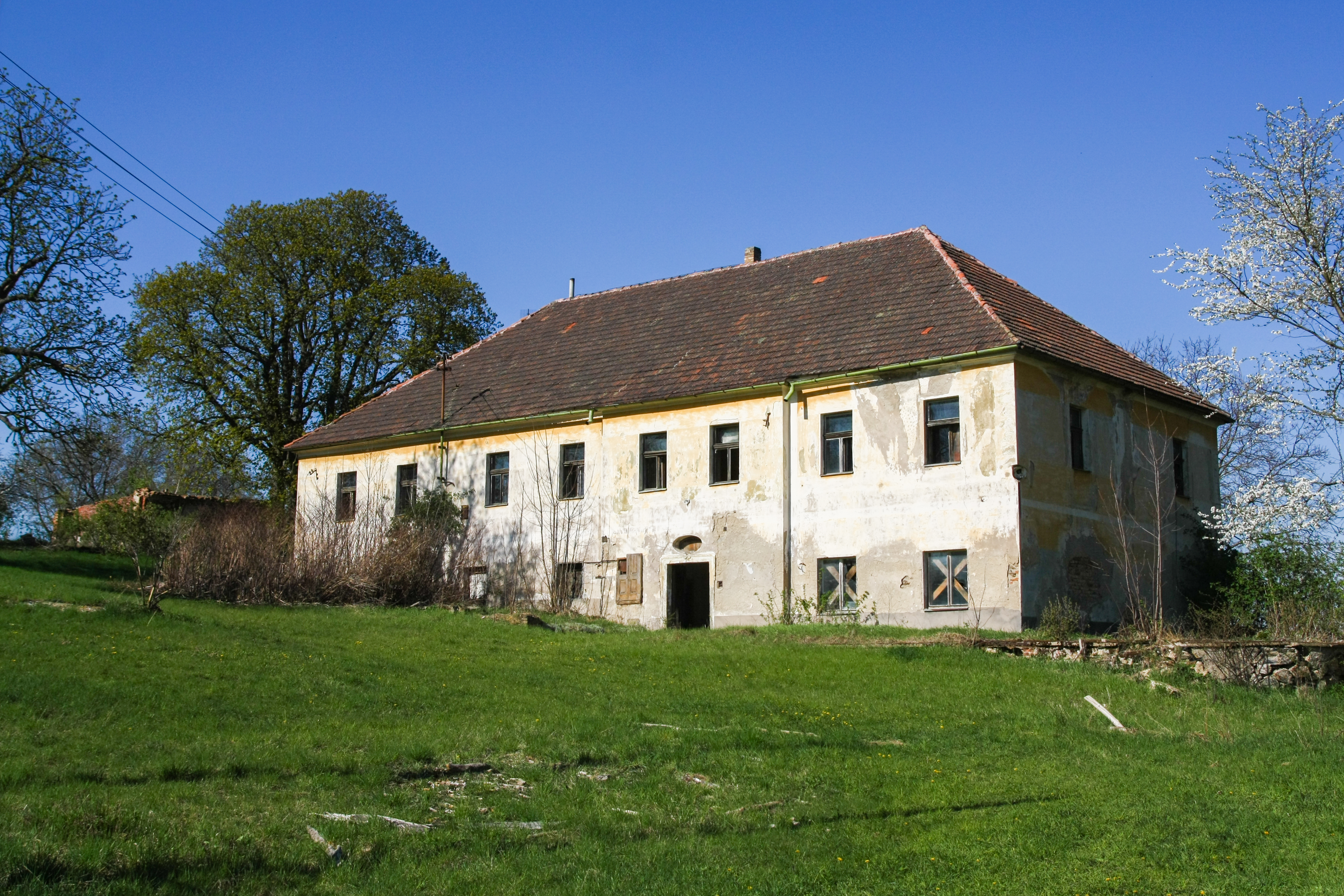
Buitenzijde kasteel (2019)
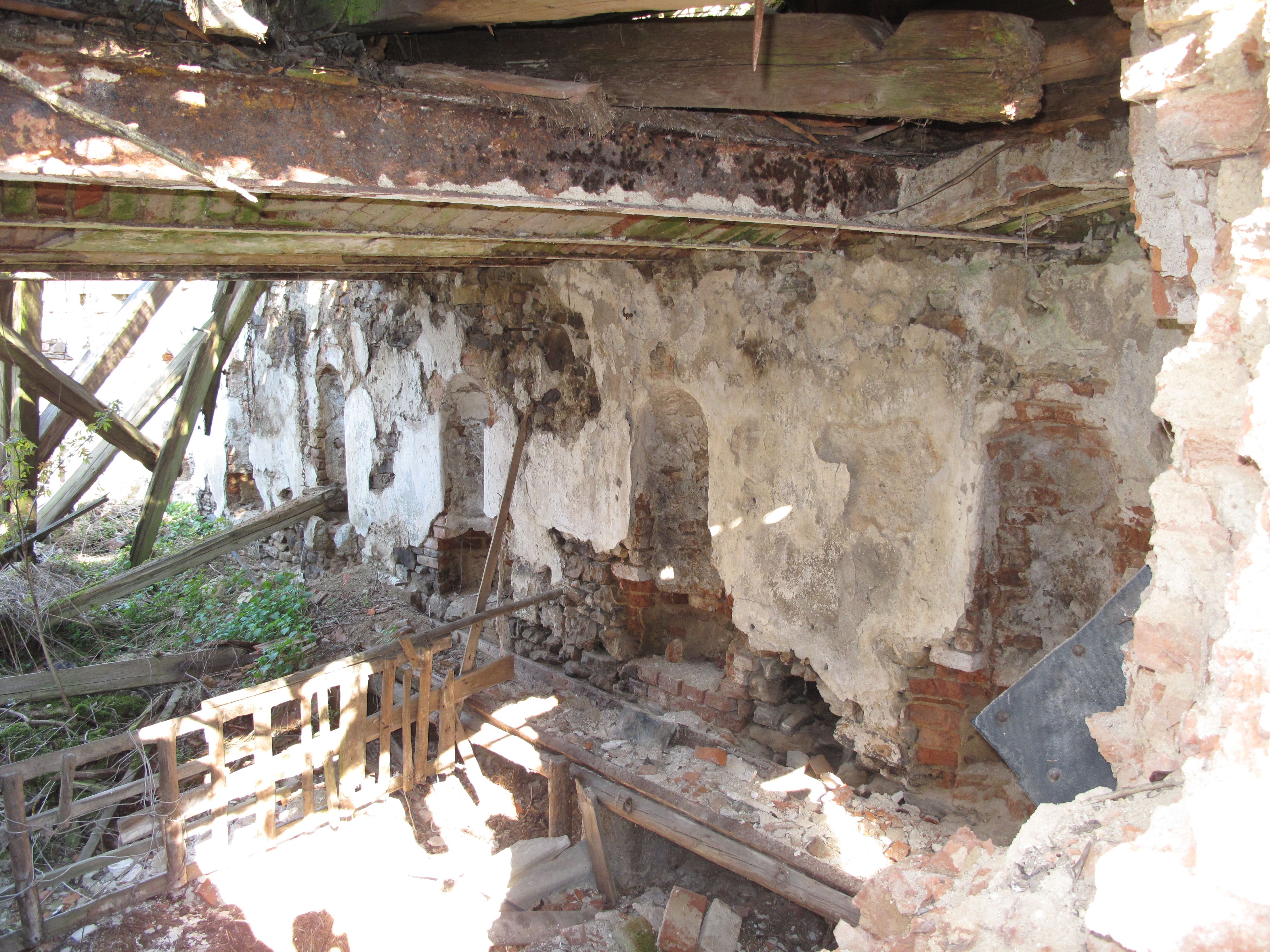
Binnenzijde kasteel (2019)
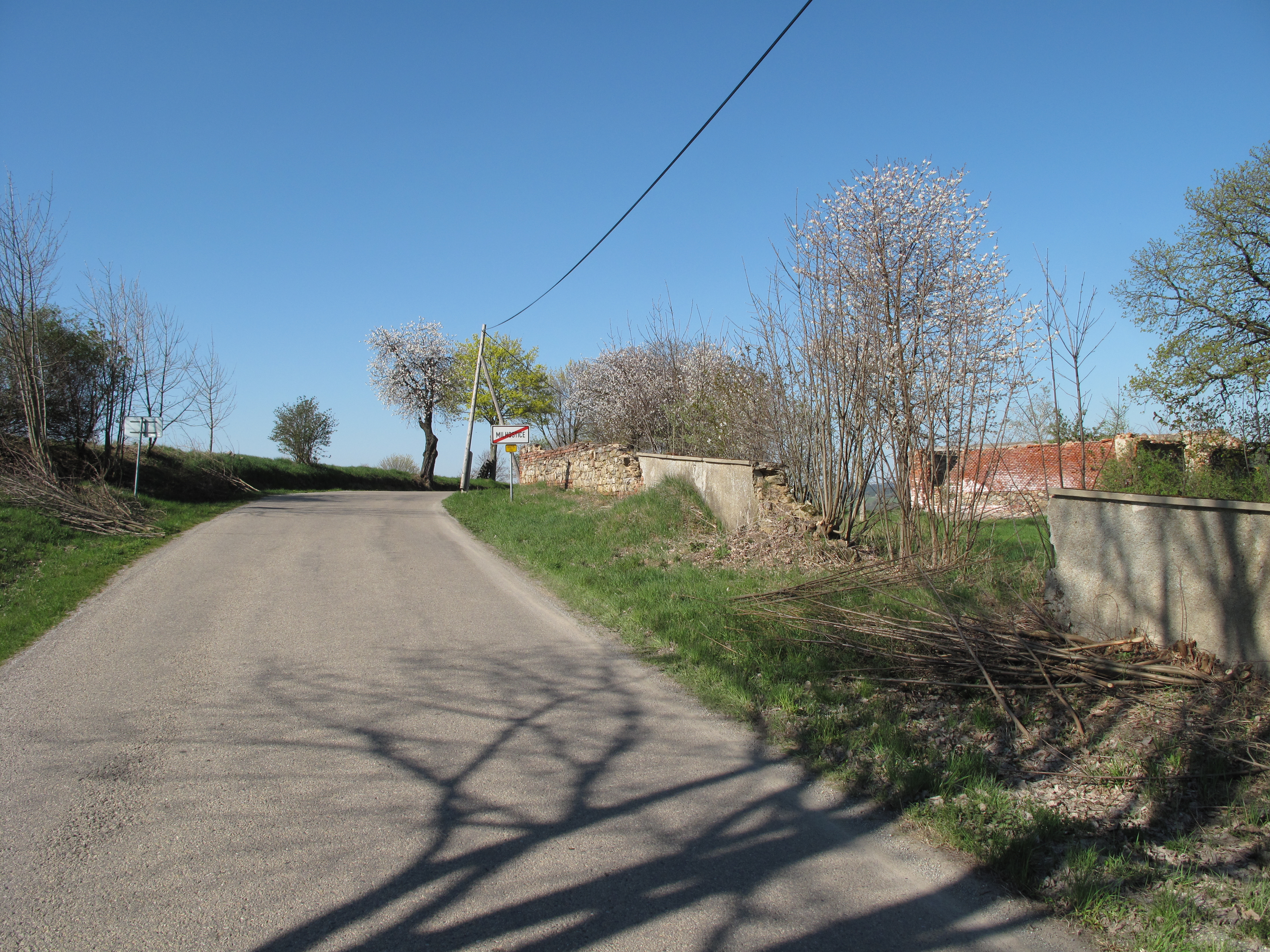
Straat in het dorp (2019)
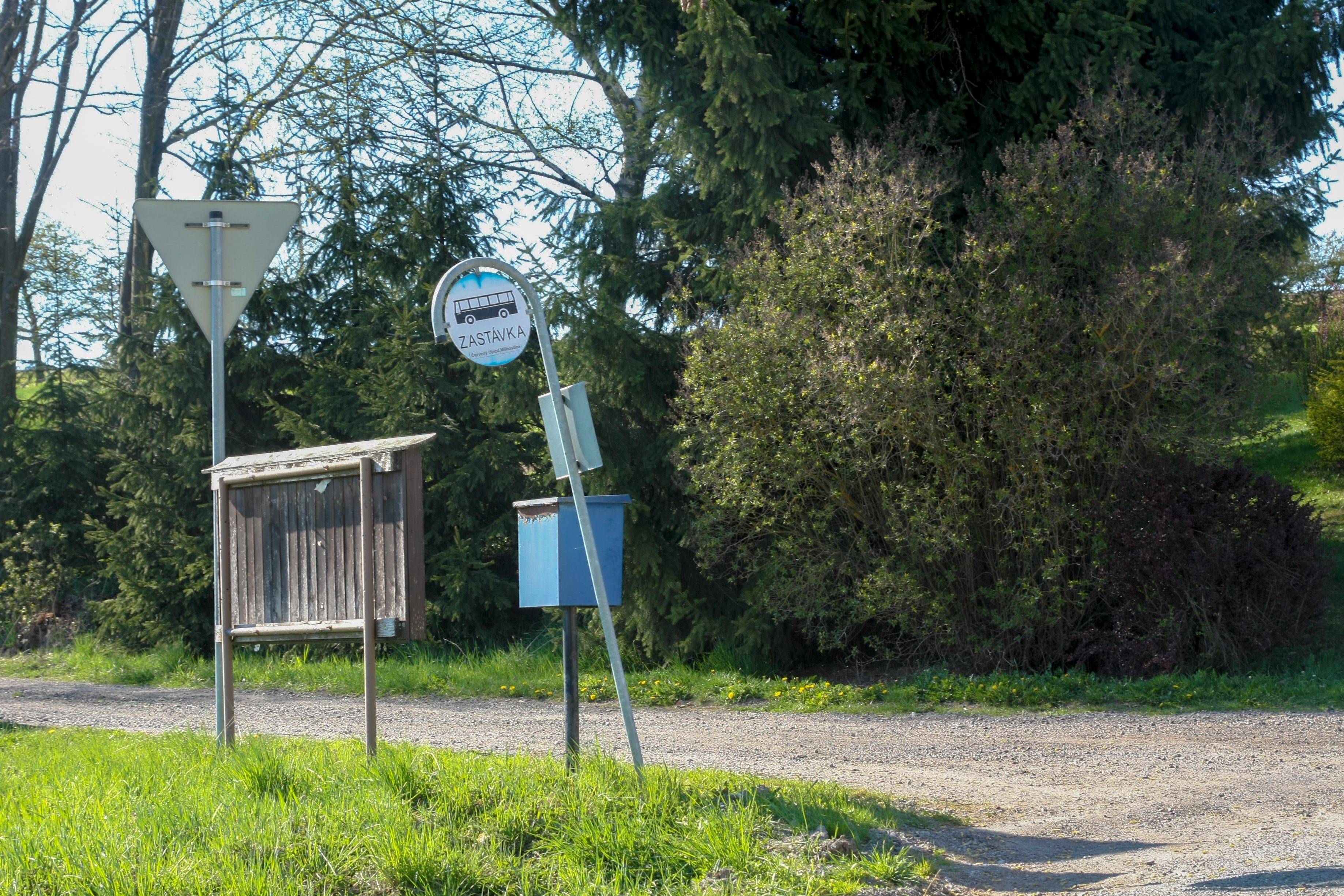
Bushalte in het dorp (2019)
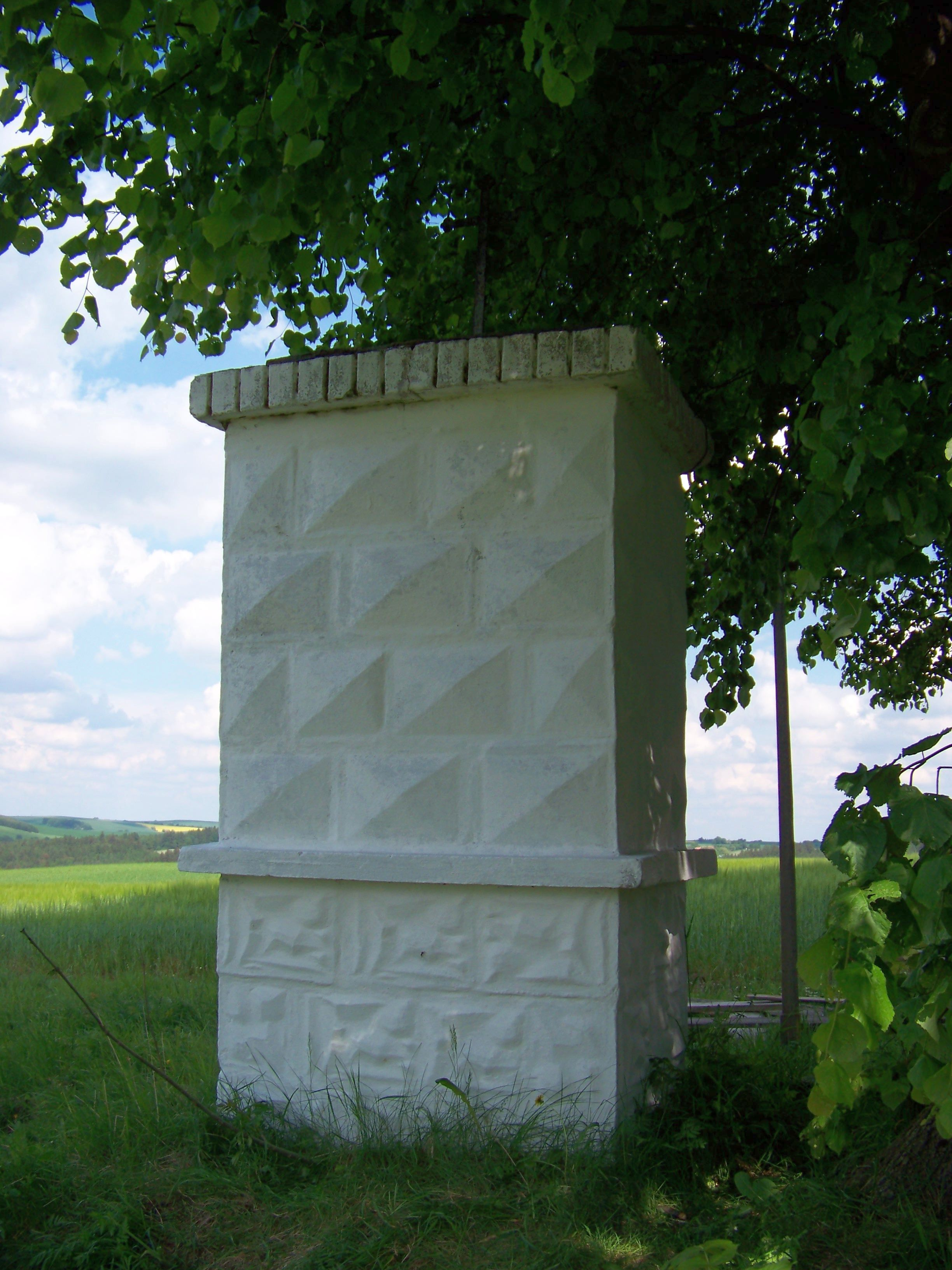
Heilig kruis (2011)